# Revessio
Ruessio ou Revessio était une cité gallo-romaine, chef-lieu du peuple gaulois des Vellaves correspondant à la ville actuelle de Saint-Paulien, dans le département de la Haute-Loire, non loin du Puy-en-Velay.

## Avant l'arrivée des Romains, les Vellaves
IIe siècle av. J.-C.: le peuple Celte des Vellavii s'installa dans l'actuel Velay, et établit sa capitale, Ruessio, sur le site actuel de Saint-Paulien.
Les Vellaves (Vellavi en latin), dont le nom signifierait « Montagnards » ou « Ceux qui dominent », ou "ceux d'en haut" (dominateurs, orgueilleux), et que Jules César qualifie de batailleurs, firent partie de la Confédération des Arvernes (Velauni qui sub imperio Arvernorum esse consueverant écrit César).
Ils construisirent leur oppidum sur le plateau qui domine le château de La Rochelambert et surplombe les rivières Borne et Gazeille. Ils nomment ce lieu Ruessio (ou Revessio) de Ro-Ession signifiant « bien située » ou « très gelée » selon les sources.

## Revessio, ville romaine
Revessio est mentionnée dans la Géographie de Ptolémée ; sur la Table de Peutinger, Revessione figure entre Condate (Chapeauroux à Saint-Bonnet-Laval) et Icidomagus (Usson-en-Forez). Elle fut appelée par les Romains : Ruessium, Civitas Vellavorum puis Civitas Vetula (Vieille Cité).

### Le site de Revessio délaissé
Entre le Ve et le VIIe siècle : La capitale des Vellaves fut transférée de Ruessium à Anicium (Le Puy-en-Velay).
Paulianus (saint Paulien) aurait été le dernier évêque de la cité avant le transfert de l'évêché au Puy-en-Velay (« Anicium » ou « Podium Aniciense », qui prit à son tour le nom de « Civitas Vellavorum ») : les historiens discutent de la date à laquelle l'évêque de la Cité des Vellaves s'installa à Anicium  dont le 1er évêque fut Evode (Evodius) ou Vosy (vers 365 à - vers 385).
L'évéché du Puy inclus plusieurs personnages entre 600 et 810 : 1) Saint Georges (Georgius), qui aurait été un compagnon du Christ et dont on sait maintenant qu'il est légendaire (Sa première mention en tant qu'évêque date du XIe siècle), 2) Saint Macaire (Macarius) 3) Saint Marcellin (Marcellinus), 4) Rorice (Roricius), 5) Eusèbe (Eusebius), 6) Saint Paulien (Paulianus), 7) Saint Bénigne (Benignus), 8) Saint Agrève (Agrevius), 9) Dulcide (Dulcidius), 10) Hilgeric (Hilgericus), 11) Torpio, 12) Basile (Basilius).
Un concile dit « du Puy » se déroula à Saint-Paulien en 993/994.

## Vestiges
Des puits funéraires gallo-romains ont été découverts sur le territoire de la commune.
Une dédicace rendant hommage à Herennia Etruscilla, épouse de l'empereur Dèce (249 - 251)  a été retrouvée. Une légende raconte, que, veuve, elle s'établit à Ruessium (Revessio).
Une mosaïque composée de petits carreaux noirs et blancs représentant des oiseaux, un poisson et des végétaux a été mise au jour. Tous ces vestiges sont conservés au Musée gallo-romain Michel-Pomarat de Saint-Paulien.